# Armando Gill
Armando Gill nom de scène de  Michele Testa, né le 23 juillet 1877 à Naples (Italie) et mort le 1er janvier 1945 dans cette même ville, est un chanteur, compositeur, acteur, dramaturge et poète italien.

## Biographie
Né à Naples, Armando Testa est le troisième fils de six enfants  du propriétaire d'une petite distillerie. Après la mort de sa mère, il est placé dans un pensionnat où il  commencé à montrer ses talents artistiques en composant de brefs poèmes.
En 1898, il compose et enregistre sa première chanson, Fenesta'nchiusa, qu'il interprète en tant que chanteur et poète improvisateur. Peu de temps après, pour ne pas embarrasser sa famille bourgeoise, il adopte son nom de scène « Armando Gill », puis quitte l'université et se consacre au  music-hall, signant un contrat comme acteur, chanteur et compositeur avec le Salone Margherita à Rome.
En 1910, Gill obtient son premier succès avec la chanson Bel suldatin, suivie d'autres succès dont 'O zampugnaro nnammurato, Nun so' geluso et Varca d'ammore.  Au début de la Première Guerre mondiale, il est conscrit puis porté disparu car le navire sur lequel il voyage est déclaré coulé. De retour en Italie, il plaisante avec la revue Gill l'affondato (« Gill le coulé »).
En 1918, Gill remporte un grand succès avec la chanson Come pioveva, qui devient un classique en Italie et conserve une grande popularité jusque dans les années 1940.
Il est unanimement reconnu comme le premier auteur-compositeur-interprète italien, le premier à signer la musique et des paroles et à chanter ses créations, interprétées en napolitain et en italien, et annoncées par lui comme suit «Versi di Armando, musica di Gill, cantati da sé medesimo» (Versets d'Armando, musique de Gill, chantés par lui-même).